# Calodesma albiapex
Calodesma albiapex là một loài bướm đêm thuộc phân họ Arctiinae, họ Erebidae.